# Джохор
Джогор (малай. Johor, джаві:جوهور) — найпівденніший штат Малайзії, зі столицею Джогор-Бару. Населення становить 4,009,670 осіб (станом на 2020 рік).

## Географія
Штат Джогор розташований у південній частині півострова Малакка. На півдні через однойменну протоку межує із Сінгапуром. На сході штат омиває Південнокитайське море, на заході — Малаккська протока.

## Клімат
У штаті Джогор клімат екваторіальний, мусонний. Випадає в середньому 1778 мм опадів на рік. Температура повітря висока протягом усього року. Середні температури: 26—28 °C.
| Кліматограма Штату Джогор                                                                                                  | Кліматограма Штату Джогор | Кліматограма Штату Джогор | Кліматограма Штату Джогор | Кліматограма Штату Джогор | Кліматограма Штату Джогор | Кліматограма Штату Джогор | Кліматограма Штату Джогор | Кліматограма Штату Джогор | Кліматограма Штату Джогор | Кліматограма Штату Джогор | Кліматограма Штату Джогор |
| --- | ------------------------- | ------------------------- | ------------------------- | ------------------------- | ------------------------- | ------------------------- | ------------------------- | ------------------------- | ------------------------- | ------------------------- | ------------------------- |
| С | Л                         | Б                         | К                         | Т                         | Ч                         | Л                         | С                         | В                         | Ж                         | Л                         | Г                         |
| 208 28 24 | 141 30 24                 | 216 30 24                 | 252 30 25                 | 228 30 25                 | 179 29 25                 | 170 29 24                 | 180 29 25                 | 176 29 25                 | 258 30 24                 | 336 29 24                 | 321 28 24                 |
| Середня макс. і мін. температури повітря (°C) Атмосферні опади (мм), за рік : 2665 мм. Джерело: «Climate-Data.org» (англ.) |                           |                           |                           |                           |                           |                           |                           |                           |                           |                           |                           |

## Історія
Назва Джогор походить від арабського «дорогоцінний камінь». Джогорський султанат було засновано на початку XVI століття останнім султаном Малаккського султанату Махмуд-шахом, після того, як саму Малакку було захоплено португальцями на чолі з Афонсу де Албукеркі.

Прапор Джогору, синій колір символізує владу держави, червоний — воїнів, які захищають країну, білий півмісяць і зірки — іслам і монархію.

Султанат поступово поширився на архіпелаг Ріау. Джогор постійно нападав на португальців, але не зміг повернути Малакку. Протягом усіх 130 років португальського панування, заважав португальцям контролювати затоку.
У 1641 році Джогор уклав союз з голландцями, після чого голландці змогли захопити Малакку. Надалі Джогор поступово втрачав своє регіональне значення і могутність через постійні внутрішні конфлікти.
У період 1864—1895 рр. до влади прийшов султан Абу Бакар, який завдяки умілому керівництву і продуманій політиці відносин з англійцями та Сінгапуром досягнув збільшення добробуту та розквіту країни. Він отримав титул «Батька нового Джогору».
З 1914 року в країні почав діяти британський радник Кемпбелл.
Джогор-Бару був останнім містом Малайського півострова, який займали японці під час Другої Світової війни. Звідси генерал Томоюки Ямасіта керував операцією по захопленню Сінгапуру.
У 1948 році Джогор увійшов до складу Малайської федерації, яка отримала незалежність в 1957 році.